# Biélorussie aux Jeux olympiques d'hiver de 1994
Cet article contient des informations sur la participation et les résultats de la Biélorussie aux Jeux olympiques d'hiver de 1994, qui ont eu lieu à Lillehammer en Norvège. Il s'agit de la première participation du pays aux Jeux olympiques d'hiver en tant que nation indépendante. Auparavant, les athlètes biélorusses ont fait partie de l'Équipe unifiée aux Jeux olympiques d'hiver de 1992.

## Médaillés
| Médaillé | Nom                 | Sport               | Épreuve                 |
| -------- | ------------------- | ------------------- | ----------------------- |
| Argent   | Svetlana Paramygina | Biathlon            | Sprint de 7,5 km femmes |
| Argent   | Igor Zhelezovski    | Patinage de vitesse | 1000 m hommes           |

## Résultats et athlètes par Épreuve

### Biathlon
| Athlète                                                          | Épreuve                   | Finale            | Finale    | Finale |
| Athlète                                                          | Épreuve                   | Temps             | Pénalités | Rang   |
| ---------------------------------------------------------------- | ------------------------- | ----------------- | --------- | ------ |
| Igor Khokhryakov                                                 | Sprint de 10 km           | 31 min 50 s 7     | 4         | 45     |
| Viktor Maigourov                                                 | Sprint de 10 km           | 31 min 09 s 2     | 3         | 37     |
| Viktor Maigourov                                                 | 20 km individuel          | 1 h 00 min 42 s 7 | 4         | 23     |
| Eugeni Redkine                                                   | 20 km individuel          | 1 h 03 min 34 s 9 | 6         | 53     |
| Alexander Popov                                                  | Sprint de 10 km           | 29 min 38 s 5     | 0         | 10     |
| Alexander Popov                                                  | 20 km individuel          | 57 min 53 s 1     | 0         | 4      |
| Oleg Ryzhenkov                                                   | Sprint de 10 km           | 30 min 11 s 0     | 3         | 17     |
| Vadim Sashurin                                                   | 20 km individuel          | 1 h 01 min 09 s 8 | 2         | 28     |
| Viktor Maigourov Igor Khokhryakov Oleg Ryzhenkov Alexander Popov | Relais 4 × 7,5 kilomètres | 1 h 32 min 57 s 2 | 0         | 4      |

| Athlète                                                                    | Épreuve          | Finale           | Finale    | Finale |
| Athlète                                                                    | Épreuve          | Temps            | Pénalités | Rang   |
| -------------------------------------------------------------------------- | ---------------- | ---------------- | --------- | ------ |
| Irina Kokuyeva                                                             | Sprint de 7,5 km | 26 min 38 s4     | 2         | 6      |
| Irina Kokuyeva                                                             | 15 km individuel | 56 min 12 s 0    | 6         | 28     |
| Lyudmila Lysenko                                                           | Sprint de 7,5 km | 29 min 23 s 9    | 3         | 50     |
| Svetlana Paramygina                                                        | Sprint de 7,5 km | 26 min 09 s 9    | 2         | Argent |
| Svetlana Paramygina                                                        | 15 km individuel | 53 min 21 s 3    | 4         | 4      |
| Nataliya Permyakova                                                        | Sprint de 7,5 km | 28 min 26 s 9    | 4         | 38     |
| Nataliya Permyakova                                                        | 15 km individuel | 53 min 39 s 2    | 2         | 7      |
| Nataliya Ryzhenkova                                                        | 15 km individuel | 59 min 26 s 9    | 9         | 49     |
| Irina Kokuyeva Nataliya Permyakova Nataliya Ryzhenkova Svetlana Paramygina | Relais 4× 7.5 km | 1 h 54 min 55 s1 | 8         | 6      |

### Ski de fond

#### Hommes
| Athlète                                                             | Épreuve          | Finale     | Finale | Finale        | Finale | Finale            | Finale      |
| Athlète                                                             | Épreuve          | Départ     | Rang   | Temps         | Rang   | Total             | Rang        |
| ------------------------------------------------------------------- | ---------------- | ---------- | ------ | ------------- | ------ | ----------------- | ----------- |
| Sergei Dolidovich                                                   | 10 km classique  |            |        |               |        | 28 min 02 s 8     | 70          |
| Sergei Dolidovich                                                   | 15 km poursuite  | +03 min 42 | 70     | 39 min 28 s 5 | 45     | +7 min 21 s 7     | 51          |
| Sergei Dolidovich                                                   | 30 km libre      |            |        |               |        | 1 h 20 min 36 s 5 | 37          |
| Vasily Gorbachyov                                                   | 30 km libre      |            |        |               |        | 1 h 24 min 17 s 9 | 57          |
| Vasily Gorbachyov                                                   | 50 km classique  |            |        |               |        | 2 h 21 min 31 s 3 | 43          |
| Viktor Kamotsky                                                     | 10 km classique  |            |        |               |        | 26 min 22 s 6     | 28          |
| Viktor Kamotsky                                                     | 15 km poursuite  |            |        |               |        |                   | Non partant |
| Viktor Kamotsky                                                     | 30 km libre      |            |        |               |        | 1 h 19 min 47 s 7 | 31          |
| Viktor Kamotsky                                                     | 50 km classique  |            |        |               |        | 2 h 15 min 02 s 9 | 21          |
| Igor Obukhov                                                        | 10 km classique  |            |        |               |        | 27 min 29 s2      | 62          |
| Igor Obukhov                                                        | 15 km poursuite  | +03 min 09 | 62     | 39 min 24 s 5 | 42     | +6 min 44 s 7     | 46          |
| Igor Obukhov                                                        | 50 km classique  |            |        |               |        | 2 h 17 min 08 s 4 | 25          |
| Vyacheslav Plaksunov                                                | 10 km classique  |            |        |               |        | 27 min 12 s 1     | 53          |
| Vyacheslav Plaksunov                                                | 15 km poursuite  | +02 min 52 | 53     | 37 min 23 s 2 | 12     | +4 min 26 s 4     | 21          |
| Vyacheslav Plaksunov                                                | 30 km libre      |            |        |               |        | 1 h 18 min 57 s 7 | 27          |
| Igor Obukhov Viktor Kamotsky Sergei Dolidovich Vyacheslav Plaksunov | Relais 4 × 10 km |            |        |               |        | 1 h 49 min 23 s 7 | 12          |

#### Femmes
| Athlète                                                                 | Épreuve         | Finale     | Finale | Finale        | Finale | Finale            | Finale          |
| Athlète                                                                 | Épreuve         | Départ     | Rang   | Temps         | Rang   | Total             | Rang            |
| ----------------------------------------------------------------------- | --------------- | ---------- | ------ | ------------- | ------ | ----------------- | --------------- |
| Lyudmila Dideleva                                                       | 5 km classique  |            |        |               |        | 15 min 57 s 7     | 37              |
| Lyudmila Dideleva                                                       | 10 km poursuite | +01 min 49 | 37     | 31 min 58 s 9 | 48     | +6 min 17 s 8     | 45              |
| Yelena Piiraynen                                                        | 5 km classique  |            |        |               |        | 16 min 25 s 0     | 44              |
| Yelena Piiraynen                                                        | 10 km poursuite | +02 min 17 | 44     | 31 min 49 s 4 | 45     | +6 min 36 s 3     | 49              |
| Yelena Piiraynen                                                        | 15 km libre     |            |        |               |        | 48 min 45 s 3     | 51              |
| Svetlana Kamotskaya                                                     | 5 km classique  |            |        |               |        | 16 min 25 s 8     | 45              |
| Svetlana Kamotskaya                                                     | 10 km poursuite |            |        |               |        |                   | Non partante    |
| Svetlana Kamotskaya                                                     | 15 km libre     |            |        |               |        | 47 min 56 s 5     | 50              |
| Svetlana Kamotskaya                                                     | 30 km classique |            |        |               |        | 1 h 36 min 51 s 0 | 44              |
| Yelena Sinkevich                                                        | 5 km classique  |            |        |               |        | 15 min 50 s 2     | 34              |
| Yelena Sinkevich                                                        | 10 km poursuite |            |        |               |        |                   | N'a pas terminé |
| Yelena Sinkevich                                                        | 15 km libre     |            |        |               |        | 45 min 45 s 4     | 33              |
| Yelena Sinkevich                                                        | 30 km classique |            |        |               |        | 1 h 31 min 47 s 8 | 22              |
| Yelena Piiraynen Svetlana Kamotskaya Lyudmila Dideleva Yelena Sinkevich | Relais 4 × 5 km |            |        |               |        | 1 h 04 min 25 s 8 | 14              |

### Patinage artistique
| Aleksandr Murashko | 12,0 | 24 | 23,0 | 35,0 | 23 |

| Yelena Grigoryeva Sergey Sheyko | 9,0 | 18 | 17,0 | 26,0 | 17 |

#### Danse sur glace
| Athlète                       | Finale          | Finale | Finale          | Finale | Finale          | Finale | Finale      | Finale | Finale |
| Athlète                       | Danse imposée 1 | Rang   | Danse imposée 2 | Rang   | Danse originale | Rang   | Dance libre | Total  | Rang   |
| ----------------------------- | --------------- | ------ | --------------- | ------ | --------------- | ------ | ----------- | ------ | ------ |
| Tatiana Navka Samvel Gezalian | 2,2             | 11     | 2.,2            | 11     | 6,6             | 11     | 11,0        | 22,0   | 11     |

### Ski acrobatique
| Athlète           | Épreuve | Qualification | Qualification | Finale       | Finale       |
| Athlète           | Épreuve | Points        | Rang          | Points       | Rang         |
| ----------------- | ------- | ------------- | ------------- | ------------ | ------------ |
| Aleksey Parfenkov | Saut    | 228,49        | 1 Q           | 178,48 m     | 12           |
| Aleksandr Penigin | Bosses  | 19,41         | 28            | Non qualifié | Non qualifié |
| Vasily Vorobyov   | Saut    | 188,92        | 13            | Non qualifié | Non qualifié |

| Athlète         | Épreuve | Qualification | Qualification | Finale | Finale |
| Athlète         | Épreuve | Points        | Rang          | Points | Rang   |
| --------------- | ------- | ------------- | ------------- | ------ | ------ |
| Yuliya Rakovich | Saut    | 152,10        | 5 Q           | 135,53 | 10     |

### Combiné nordique

#### Individuel hommes
Épreuves :
- Saut à ski avec tremplin normal
- Ski de fond 15 km (avec départ retardé, basé sur les résultats du saut à ski)

| Athlète           | Épreuve    | Saut à ski | Saut à ski | Temps en ski de fond | Total rang |
| Athlète           | Épreuve    | Points     | Rang       | Temps en ski de fond | Total rang |
| ----------------- | ---------- | ---------- | ---------- | -------------------- | ---------- |
| Sergei Zacharenko | Individuel | 146,5      | 50         | 53 min 44 s 3        | 50         |

### Saut à ski
| Athlète             | Épreuve         | Premier tour | Premier tour | Finale | Finale | Finale |
| Athlète             | Épreuve         | Points       | Rang         | Points | Total  | Rang   |
| ------------------- | --------------- | ------------ | ------------ | ------ | ------ | ------ |
| Aleksandr Sinyavsky | Grand tremplin  | 22,7         | 57           | 46,9   | 69,6   | 54     |
| Aleksandr Sinyavsky | Tremplin normal | 93,5         | 44           | 85,5   | 179,0  | 38     |

### Patinage de vitesse

#### Hommes
| Athlète           | Épreuve      | Finale        | Finale |
| Athlète           | Épreuve      | Temps         | Rang   |
| ----------------- | ------------ | ------------- | ------ |
| Vitali Novichenko | 1 500 mètres | 1 min 57 s 50 | 35     |
| Vitali Novichenko | 5 000 mètres | 7 min 17 s 55 | 32     |
| Igor Zhelezovski  | 500 mètres   | 36 s 73       | 10     |
| Igor Zhelezovski  | 1 000 mètres | 1 min 12 s 72 |        |

## Autre
Ce sont les uniques Jeux olympiques où la Biélorussie a participé avec le drapeau tricolore de Pahonie. Aux Jeux olympiques d'été de 1996, le drapeau national actuel composé de vert, de rouge et d'un motif ornemental rouge et blanc est utilisé.